# Нестерець Павло Петрович
Павло́ Петро́вич Нестерець (16 лютого 1927, село Усівка, тепер Пирятинського району Полтавської області — 1999, селище Машівка Машівського району Полтавської області) — український радянський діяч, голова колгоспу «Україна» Машівського району Полтавської області. Депутат Верховної Ради УРСР 9—10-го скликань.

## Біографія
З 1943 року — колгоспник колгоспу імені Третьої п'ятирічки Пирятинського району Полтавської області. Служив у Радянській армії.
У 1952—1956 роках — механізатор, бригадир тракторної бригади Пирятинської машинно-тракторної станції (МТС) Полтавської області.
Член КПРС з 1955 року.
З 1956 року — голова колгоспу «Комсомолець» Полтавської області.
У 1961 році закінчив Полтавську радянсько-партійну школу.
У 1961—1973 роках — голова колгоспу «Жовтень» села Андріївки Машівського району Полтавської області.
Освіта вища. Закінчив Полтавський сільськогосподарський інститут.
У 1973—1998 роках — голова колгоспу «Україна» села Дмитрівка, голова колективного сільського підприємства «Дмитрівка» села Дмитрівка Машівського району Полтавської області. Обирався заступником голови Дмитрівської сільської ради.
Потім — на пенсії в селищі Машівка Полтавської області.

## Нагороди
- орден Леніна
- орден Трудового Червоного Прапора
- ордени
- медалі
- заслужений працівник сільського господарства Української РСР